# أونو فيليرس
أونو فيليرس (بالسويدية: Uno Willers) هو مؤرخ وأمين مكتبة سويدي وُلِد في 20 أكتوبر 1911 في ستوكهولم، وتوفي في 9 يناير 1980. شغل منصب رئيس المكتبة الوطنية في السويد، وكان شخصية بارزة في مجال المكتبات والأرشفة.

## حياته ومهنته
تخرج فيليرس من جامعة ستوكهولم حيث درس التاريخ، وواصل تعليمه في جامعات أخرى مثل جامعة ماربورغ وجامعة زيورخ. في عام 1952، أصبح أمين مكتبة في الأكاديمية الملكية السويدية للعلوم، وفي عام 1957 تم تعيينه رئيسًا للمكتبة الوطنية في السويد، وهو المنصب الذي شغله حتى تقاعده في عام 1977.
شارك أيضًا في عدد من المجالس واللجان الوطنية والدولية المتعلقة بالمكتبات والأرشفة، وكان له دور مهم في تطوير سياسات المعلومات السويدية.

## الجوائز والتكريمات
حصل فيليرس على أوسمة وتكريمات عديدة، منها وسام الشمال الأبيض من فنلندا، ووسام الأسد من فنلندا، ووسام بولار ستار السويدي.